# Závojenka jarní
Závojenka jarní, často též Zvonovka jarní, (Entoloma vernum Lundell 1937) je prudce jedovatá houba z čeledi závojenkovitých.

## Synonyma
- Závojenka raná
- Zvonkovka jarní
- Červenolupen jarní
- Entoloma vernum S. Lundell, 1937)

## Výskyt
Závojenka jarní roste především na prosluněných místech při okraji jehličnatých lesů, v lužních lesích, na cestách apod. Nalézt ji můžeme od března do června.